# Övre Hästskotjärnen
Övre Hästskotjärnen är en sjö i Piteå kommun i Norrbotten och ingår i Åbyälvens huvudavrinningsområde.